# Priscilla Schwartz
Priscilla Schwartz, née le 18 mars 1967, est une avocate sierra-léonaise, une enseignante puis la première femme à occuper le poste de procureure générale et de ministre de la Justice de mi-2018 à mi-2020 en Sierra Leone.

## Biographie
Priscilla Schwartz est née le 18 mars 1967, sous le nom de Priscilla Fofana,. Elle devient diplômée de l'université de Fourah Bay en droit,. Elle obtient une maîtrise en droit au Kings College, université de Londres, puis un doctorat en droit à Queen Mary, toujours au sein de l'université de Londres,,.
Priscilla Schwartz s’inscrit au barreau de Sierra Leone. Elle exerce comme avocate, spécialisée dans les affaires du secteur public pendant une vingtaine d’années, devenant même avocate à la Cour suprême de Sierra Leone,. Ses spécialités sont le droit de l'énergie, le droit des ressources naturelles, le droit de l'investissement international, le droit financier international, le droit du commerce international, la gouvernance d'entreprise, la responsabilité sociale et le droit de l'environnement. Elle  conseille aussi des gouvernements et des entreprises internationales opérant dans des pays en développemen,.
De 1996 à 2006, elle est conseillère d'État et assistante spéciale du procureur général et ministre de la Justice de la Sierra Leone. Priscilla Schwartz joue aussi un rôle clé dans l'organisation du Tribunal spécial des Nations unies pour la Sierra Leone et de la visite du Conseil de sécurité.
Priscilla Schwartz est ensuite professeur de droit à l'université de Leicester de 2007 à 2012,,. De 2008 à 2011, elle est maître de conférences à son alma mater, Queen Mary, au sein de l'université de Londres,. De 2011 à 2013, elle enseigne à la School of Oriental and African Studies, de l'université de Londres. Puis de 2012 à 2018, elle devient maître de conférences et directrice du programme de droit de l'énergie et des ressources naturelles au College of Professional Services, Royal Docks School of Business and Law, au sein de l'université de Londres-Est.
Dans cette période, les recherches de Schwartz sont  publiées dans des revues internationales de droit des affaires et de développement économique,.
Le 11 juin 2018, Priscilla Schwartz devient la première femme de l'histoire de la Sierra Leone à être nommée procureure générale et ministre de la Justice du pays,, fonctions assumées jusqu'en 2020, où elle est limogée pour n'avoir pas réussi à rassembler les preuves de trahison au président Julius Maada Bio, dont était accusé un opposant, Palo Conteh,.

## Publications (extrait)
- 2006 : Sustainable Development and Mining in Sierra Leone[1]
- 2009 : Sustainable Energy Infrastructure: Law and Policy[1]
- 2010 : Trade and Development Partnerships[1]
- 2013 : Public-Private Partnerships and Government Services in the least Developed Countries[1]
- 2014 : Capitalism, International Investment Law and the Development Conundrum[1]
- 2016 : Powering the Right to Development: Sustainable Energy in a Changing Climate[8]
- 2018 : Energy Resources Financing[1]